# 755 TCN
755 TCN là một năm trong lịch La Mã.